# متلازمة أيكاردي
متلازمة واركاني (بالإنجليزية: Aicardi syndrome)‏ هو مرض وراثي نادر، تسبب تشوه وغياب جزئي أو كلي لتركيب مهم في الدماغ يسمى الجسم الثفني، مع وجود شذوذ في شبكية العين.

## الأسباب
سبب هذا المرض هو وجود خلل في كروموسوم X، يصيب المرض الإناث أكثر من الذكور، وقد لوحظ المرض في الذكور المصابين بمتلازمة كلاينفيلتر.

## الأعراض
تظهر الأعراض عادة قبل أن يبلغ الطفل حوالي 5 أشهر من العمر.. غالباً ما تسبب متلازمة أيكاردي عند الأطفال الاستيلاء (تشنجات إينتانتيلي)، صغر الرأس، وجود عيب في الدماغ؛ الشفة الارنبية، عطل الجسم الفقري. يكون الطفل في البداية نتائج لولادة طبيعية، ولكن قد تتطور الشذوذ المرافقة للمرض بمجرد أن تبدو كتشنجات في الدماغ. تشنجات الرضع في هذا العمر يسبب العصبية نقاط الاشتباك العصبي لإغلاق، مما يعوق نمو الدماغ لدى الأطفال. وتحدث في معظم الحالات درجات معتدلة إلى شديدة جداً من التخلف العقلي. قد يتعرض الطفل الرضيع المصاب بالمتلازمة إلى التأخر في التنمية ايضاً. يمكن ايضاً أن يكون لديهم صعوبة عندما يتعلق الأمر بالتهابات الجهاز التنفسي مثل الالتهاب الرئوي، وهذا بالتالي يمكن ان يسبب انتهائها.

## التاريخ
متلازمة أيكاردي تم تشخيصه أول مرة منذ أكثر من ثلاثين عاماً مضت، عندما حدد طبيب فرنسي، الدكتور جان دينيس أيكاردي، ثمانية من الأطفال الذين يتعرضون باستمرار لتشنجات الرضع. ويعتقد الطبيب أن المرض ناجم عن نقص في كروموسوم X. حاليا، هناك حوالي 500 من الحالات المبلغ عنها في جميع أنحاء العالم، مع حالة واحدة فقط من الأخوة والأخوات المصابين بالشرط. ولذلك فإنه يعتقد أن هذا الاضطراب طفرة جديدة ولا شرط ان يكون بين جميع أفراد الأسرة التي قد تحمل الجينات المعيبة.

## العلاج
حاليا لا يوجد علاج لمتلازمة أيكاردي. ويمكن التوصية علاج أعراض لإدارة المضبوطات، عادة في شكل الأدوية المسبببه. 
علاج متلازمة أيكاردي ينطوي في المقام الأول إدارة المضبوطات وبرامج التدخل المبكر / المستمر للتأخر في النمو.
علاج الخراجات prencephalic و / أو استسقاء الرأس وغالبا ما عبر تحويلة أو نوفذة بالمنظار من الخراجات، على الرغم من بعض لا تحتاج إلى علاج.
وتستخدم في بعض الأحيان موضع أنبوب التغذية، تثنية القاع، والعمليات الجراحية لتصحيح الفتق أو غيرها من المشاكل الهيكلية المعدة والأمعاء لعلاج أمراض المعدة والأمعاء القضايا.
والتكهن على نطاق واسع يختلف من حالة إلى حالة، اعتمادا على شدة الأعراض. ومع ذلك، شهدت جميع الأفراد الذين يعانون من متلازمة Aicardi ذكرت حتى الآن من تأخر في النمو بدرجة كبيرة، مما يؤدي عادة في متوسطة إلى التخلف العقلي العميق. الفئة العمرية من الأفراد الذين يعانون من متلازمة ذكرت Aicardi هو من الولادة وحتى ال 40 منتصف.

## أمراض متشابهة
AICARDI-GOUTIERES SYNDROME

## وصلات خارجية
- GeneReviews/NCBI/NIH/UW entry on Aicardi Syndrome
- OMIM entries on Aicardi syndrome
- Phenotype and Management of Aicardi Syndrome: New Findings from a Survey of 69 Children
- Neurology India: Aicardi syndrome: A report of five Indian cases
- Aicardi Syndrome: Old and New Findings
- ninds.nih.gov
- UCSF Brain Development Research Program
- Baylor Department of Molecular and Human Genetics